# 산악고릴라
산악고릴라 또는 마운틴고릴라(mountain gorilla, Gorilla beringei beringei)는 동부고릴라의 아종이다. 한 개체군은 중앙아프리카의 비룽가 국립공원, 남서우간다, 북서 르완다에서 발견되며, 다른 한 개체군은 우간다의 브윈디 숲에서 발견된다. 브윈디 숲에서 서식하는 개체군을 다른 아종으로 보아야 한다는 의견도 있다. 거듭되는 서식지 감소, 내전, 환경 파괴, 밀렵 등 여러 가지 원인으로 인해 대단히 심각한 멸종위기에 처했으며, 전 세계에 600~900마리 남짓밖에 남지 않았다.

## 같이 보기
- 수마트라오랑우탄